# Онихолизис
Онихоли́зис — отслоение ногтя от мягких тканей пальца. Образуется пустота, над которой ногтевая пластина меняет свой цвет. Иногда она становится синевато-белой, иногда жёлтой или коричневой.
Для того чтобы выбрать тактику лечения, нужно знать причины отслоения, которые бывают инфекционной и неинфекционной природы.
В последнем случае отслоение ногтя может происходить после приёма некоторых лекарственных препаратов, в частности тетрациклина и антибиотиков фторхинолонового ряда. Одним из побочных действий этих лекарств является онихолизис.
Иногда отслоение является следствием постоянного соприкосновения кожи с аллергенами. Это могут быть химические реактивы, стиральные порошки, растворители. У некоторых людей они вызывают аллергическую реакцию. Также отслоение может происходить при постоянном надавливании на ноготь плотной обуви.
Отслаиваются ногти и при различных инфекциях. Основную опасность представляют, конечно же, грибковые заболевания кожи, например, между пальцами на ногах или руках.
Именно поэтому при первых признаках заболевания нужно обратиться к врачу, определить точный вид возбудителя болезни и начать лечение. Если этого не сделать, инфекция переходит на ногти — они становятся толстыми и крошащимися. После этого вполне вероятен онихолизис, в результате развития которого повышается риск развития инфекционного процесса под ногтевой пластиной.